# Landschappen van Daurië
De Landschappen van Daurië zijn een werelderfgoed dat wordt gedeeld tussen Mongolië en Rusland, in de regio Daurië. Dit gebied een uitstekend voorbeeld van de Daurische bossteppe, een ecoregio die zich uitstrekt van Mongolië tot Russisch Siberië en Noordoost-China. De periodieke veranderingen in het klimaat, met zeer uitgesproken droge en natte periodes, hebben gezorgd voor een grote diversiteit aan soorten, en ecosystemen van wereldwijde betekenis. Het bevat verschillende soorten steppe-ecosystemen, zoals graslanden, bossen, meren en draslanden. Deze dienen als habitat voor zeldzame diersoorten, zoals de witnekkraanvogel en de grote trap, alsmede miljoenen kwetsbare, bedreigde trekvogels. Het gebied is ook een essentieel onderdeel van de trekroute van de Mongoolse gazelle.
Uvs Nuur-bekken · Cultuurlandschap van de Orhonvallei · Gehelen van petrogliefen van de Mongoolse Altaj · Grote Burkhan Khaldunberg en het omliggende heilige landschap · Landschappen van Daurië
Dal van de Bikinrivier (met Centraal Sichote-Alingebergte) · Koerse Schoorwal · Ensemble van het Ferapontovklooster · Gouden bergen van Altaj · Hemelvaartskerk, Kolomenskoje · Historisch en architectonisch complex van het Kremlin van Kazan · Kizji Pogost · Baikalmeer · Citadel, oude stad en vestingwerken van Derbent · Historische monumenten van Novgorod en omgeving · Kremlin en Rode Plein, Moskou · Ensemble van het Novodevitsjiklooster · Historisch centrum van Sint-Petersburg en bijbehorende groepen van monumenten · Cultureel en historisch ensemble van de Solovetski-eilanden · Geodetische boog van Struve · Architectonisch ensemble van de Triniti Sergius Lavra in Sergiev Posad · Uvs Nuurbekken · Maagdelijke wouden van Komi · Vulkanen van Kamtsjatka · Westelijke Kaukasus · Witte monumenten van Vladimir en Soezdal · Natuurlijk systeem van het Wrangel-eilandreservaat · Historisch centrum van de stad Jaroslav · Historisch en archeologisch complex van Bolgar · Landschappen van Daurië · Hemelvaartkathedraal en -klooster van het dorpseiland Svijasjk · Kerken van de architectuurschool van Pskov · Petrogliefen van het Onegameer en de Witte Zee · Cultureel landschap van het Kenozeromeer